# Wigbolt Ripperda
Wigbolt Ripperda (Winsum, c. 1535 - Haarlem, 1573) fue el gobernador de Haarlem, en la provincia de Holanda Septentrional, durante el asedio al que los tercios españoles sometieron a la ciudad durante el transcurso de la guerra de los ochenta años.
Wigbolt Ripperda era hijo de Focko Ripperda y Clara van Ewsum, una antigua y adinerada familia de Groninga. Focko y Clara tuvieron cuatro hijos: Peter, Asinge, Onno y Wigbolt, y una hija, Johanna.
Wigbolt estudió en Ginebra y Orleans junto con su hermano Onno. En Ginebra entró en contacto con el protestantismo de Juan Calvino, convirtiéndose en un firme creyente y defensor de esta religión.
A su regreso a Winsum estuvo involucrado en la ola de iconoclasia que se extendió por los Países Bajos, en aquella época pertenecientes al Imperio español. El 14 de septiembre de 1566 Wigbolt y sus hermanos, junto a otros dos hombres, irrumpieron en la iglesia de Winsum destruyendo el altar y los iconos religiosos.
Poco después se unió a los mendigos, fuerzas rebeldes que se oponían a la dominación española. Fue comandante de la guardia de William van der Marck, líder de los mendigos del mar, quien le designaría gobernador de Haarlem en agosto de 1572.

## Asedio de Haarlem
Cuando en Haarlem se tuvieron noticias de la llegada de los tercios españoles de Don Fadrique, Wigbolt indujo a los ciudadanos y autoridades de la ciudad a enfrentarse a los españoles. La ciudad permaneció leal al príncipe Guillermo de Orange y como consecuencia fue objeto de un asedio de siete meses de duración. Ante la escasez de víveres y suministros Haarlem se rendiría el 12 de julio de 1573 a las tropas de Don Fadrique.
Tras la rendición Ripperda fue capturado por los españoles y encarcelado. El 16 de julio fue decapitado.

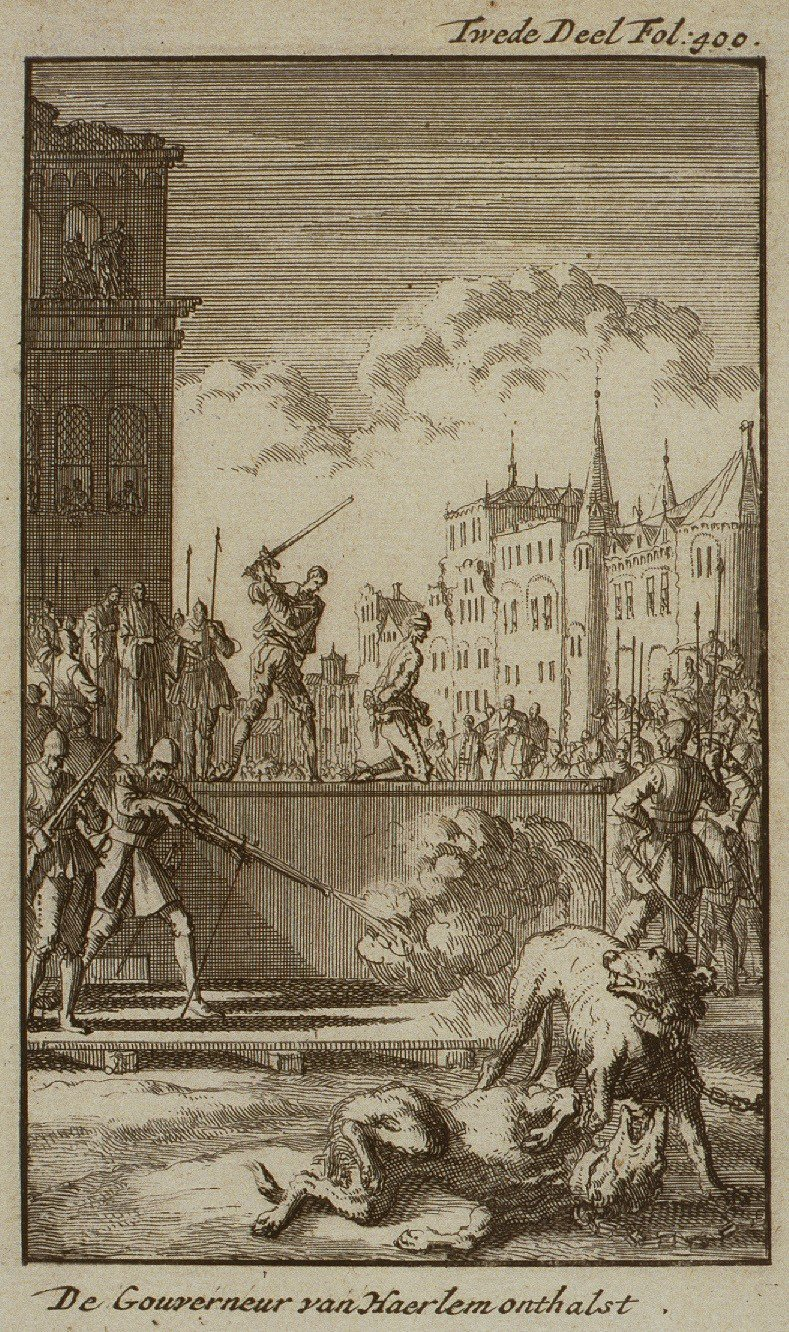
Grabado de la ejecución de Ripperda al concluir el Asedio de Haarlem (16 de julio de 1573).

- Datos: Q7999573
- Multimedia: Wigbolt Ripperda / Q7999573